# Edward Lee Howard
Edward Lee Howard est un citoyen américain né le 27 octobre 1951 au Nouveau-Mexique et mort le 12 juillet 2002 à Moscou.

## Biographie
Il entre à la Central Intelligence Agency (CIA) en 1980. Sa femme Mary rejoint aussi la CIA. Ils participent à l'entraînement ensemble. En 1983, lors d'un test, il ment au sujet de sa consommation antérieure de drogues. Il est licencié de la CIA. En 1984, il contacte le KGB en Autriche. En 1985, la CIA subit plusieurs fuites et des officiers actifs sont démasqués par le KGB. En août 1985, l'officier du KGB Vitali Iourtchenko entre dans l'ambassade des États-Unis à Rome et fait défection. Iourtchenko accuse Howard et un employé de la National Security Agency, Ronald Pelton (en), de travailler pour le KGB, mais en novembre de la même année, Iourtchenko repart en Union soviétique. Iourtchenko a été considéré comme étant un agent redoublé, cherchant à tromper la CIA avec de fausses pistes pour protéger une autre taupe du KGB à la CIA, Aldrich Ames,.
En septembre 1985, un mandat est obtenu afin d'intercepter les appels téléphoniques de Howard. Le même mois, Howard disparaît : un soir, alors qu'il revient d'un dîner avec sa femme, Howard saute de la voiture tandis que Mary a ralenti dans un virage. Il laisse sur son siège un mannequin fait de vêtements rembourrés et coiffé d'une vieille perruque afin de tromper les agents du FBI qui les suivaient. Il s'enfuit à Albuquerque puis à New York. De New York, il part pour Helsinki.
Howard est mort le 12 juillet 2002 à Moscou. Officiellement, il serait mort d'une fracture du cou lors d'une chute dans les escaliers de sa datcha.